# South Australian Open 1979
Il South Australian Open 1979 è stato un torneo di tennis giocato sull'erba. È stata la 4ª edizione del Torneo di Adelaide, che fa parte del Colgate-Palmolive Grand Prix 1979 e del WTA Tour 1979. Si è giocato ad Adelaide in Australia dal 10 al 16 dicembre 1979.

## Campioni

### Singolare
Kim Warwick ha battuto in finale  Bernard Mitton con il punteggio di 7–6, 6–4

### Doppio
Colin Dibley /  Chris Kachel hanno battuto in finale  John Alexander /  Phil Dent con il punteggio di 6–7, 7–6, 6–4

### Singolare
Hana Mandlíková ha battuto in finale  Virginia Ruzici che si è ritirata sul punteggio di 7–5, 2-2 per un infortunio all'anca sinistra

### Doppio
Hana Mandlíková /  Virginia Ruzici hanno battuto in finale  Sue Barker /  Pam Shriver con il punteggio di 6–1, 3–6, 6–2